# امسدارف
امسدارف (به آلمانی: Amesdorf) یک منطقهٔ مسکونی در آلمان است که در گوشتن واقع شده‌است.

## خصوصیات
امسدارف ۱۱٫۹۱ کیلومترمربع مساحت دارد ۱۲۶ متر بالاتر از سطح دریا واقع شده‌است.